# ジュゼッペ・モレロ

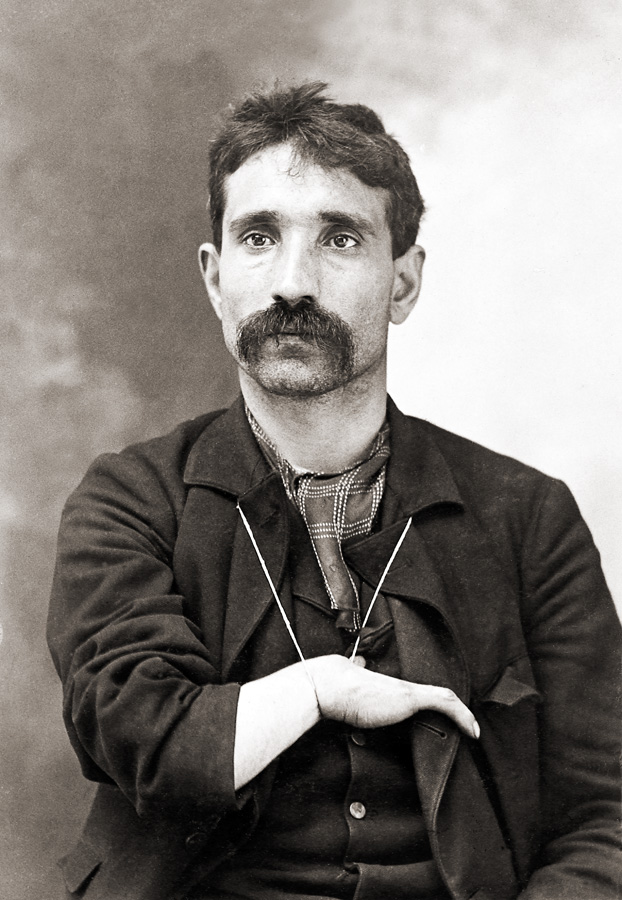
ジュゼッペ・モレロ（1902年）

ジュゼッペ・モレロ（Giuseppe Morello, 1867年5月2日 - 1930年8月15日）は、シチリア出身のニューヨークのマフィアボス。20世紀初頭のアメリカで組織犯罪の走りとされるモレロ一家を創始した。後期はピーター・モレロと呼ばれた。親称ピッドゥ“Piddu”、あだ名はクラッチハンド。

## 来歴

### 初期
シチリア島コルレオーネ生まれ。父カロゲロ・モレロが1872年早死にし、母がベルナルド・テラノヴァと再婚した。モレロの子がジュゼッペで、テラノヴァの3人息子（ヴィンセント、チロ、ニコラス）は異父弟にあたる。叔父ジュゼッペ・バッタリアが地元マフィアのボスを務め、継父ベルナルドも同マフィアの一員という、マフィアの家系に育った。叔父の斡旋でマフィアの一員となり、地元の紙幣偽造活動に関わった。1889年、有力な若手マフィアのパオリーノ・ストリーヴァと組んで大規模な牛泥棒を働いた。捜査が始まると、モレロらの仕業と見て追及していた警官ジオヴァンニ・ヴェッラを銃殺した。殺人シーンを偶然目撃した女性が警察に密告しようとして、モレロに背後からピストルで射殺された。モレロはさらに警察に追われた。

### 渡米
1892年、渡米してニューヨークに来ると、翌年追って渡米した家族と共に、職を求めてルイジアナやテキサスを転々とした。サトウキビ刈り入れや綿摘みなど低賃金で重労働の農作業に家族総出で従事した。ルイジアナでは在米の同郷マフィアにコンタクトした。1894年7月、シチリアで本人不在のまま紙幣偽造の有罪で6年の懲役を宣告された。1896年頃、疫病（マラリア）が流行したためニューヨークに戻り、イースト・ハーレムに定住した。義父ベルナルドが左官屋を始め、モレロ以下家族総出で従事した。やがて工場や石炭屋、サルーンなどを始めたが、ほとんどが閉鎖に追い込まれ、金を失っただけだった。それらの失敗がきっかけで、再び紙幣偽造活動を始めた。紙幣偽造はアメリカでは既に1880年代からイタリア系犯罪者を中心に行われ、特にシチリア系の紙幣偽造ビジネスは1860年代からニューヨークでアクティブだった。

### ギャングの組織化
1900年、ブルックリンで偽札（5ドル紙幣）が出回り、同年6月11日、連邦シークレットサービス（USSS）に逮捕されたが、証拠なく放免された。この頃から、リトルイタリー中心にシチリア系の犯罪者を集め、ギャングを組織し始めた。パレルモ出身のイニャツィオ・ルポと強力なタッグを組んだ。周辺一帯を支配していたカラブリア系のダゴスティーノ・ギャングをリトルイタリーから追い出し、非合法活動のベースとした。スタントン・ストリートでスパゲティ屋を開店したほか、プリンス・ストリートの酒場を手に入れ、アジトにした。隣がルポの店だった。1901年9月、ヴィト・カッショ・フェロが渡米し、モレロと接触した。
1902年、イタリアで印刷した5ドル紙幣を、オリーブオイルの空き缶に詰めてニューヨークに運び、各地に分散して流通させた。前回より紙質が良く、より精巧に仕上がっていた。偽札が再び移民居住区で出回り、USSSはモレロの仕業と見た。1902年7月23日、組織のメンバーでブルックリンの雑貨商のジュゼッペ・カターニアが袋詰めにされた遺体で見つかり、両耳の根元まで喉を掻き切られていた。警察は、紙幣偽造に絡んだモレロによる口封じと見たが、証拠なく起訴を見送った。
1902年12月、不動産会社を立ち上げ、ビル建設や資材の販売、建てた家のリースを始めた。モレロ、マルコ・マカルーソ、アントニオ・ミローネなどが役員に名を連ねた。会社の株券を広くイタリア移民に買わせた。実態は投資詐欺で、偽札を会社の株の配当の支払に使い、株主には配当の即時処分を義務付けて、当局の追跡を遮断した。金回りが良くなり、靴屋や理髪屋など商売を広げて犯罪の隠れ蓑に使った。
USSSは、大量のオリーブオイルを輸入していたあるイタリア系の卸売貿易商がルポやモレロと知り合いである事実を突き止め、その貿易商の資材倉庫を、輸入船が到着したタイミングで抜き打ち検査を実行し、搬入されたオリーブ缶に偽造紙幣が詰まっているのを発見した。紙幣はナポリで刷られ、仲間の貿易商を介してルポとモレロの手に渡っていた。貿易商やその仲間は取り調べに対しモレロとのつながりを否定したが、それ以後当局に尾行された。1908年までに刷った偽造紙幣は数十万ドルに及んだという。
1903年4月、バレルマーダー事件でメンバー11人と共にニューヨーク市警に逮捕された。事の発端は、1902年12月31日、モレロの紙幣偽造団のジュゼッペ・ディプリモら3人がUSSSに尾行された末、ヨンカーズで偽札使用の現行犯で検挙されたことだった。翌年2月に懲役4年で収監されたディプリモはモレロの元へ親族のベネディット・マドニアを派遣し、資金の工面を求めた。モレロ一味はマドニアと議論の末、仲間のパン屋に誘い込んで殺害し、木の樽に詰め、空き地に遺棄した。新聞はその残虐な殺しぶりを「バレル・マーダー（木の樽殺し）」と呼び、大々的に報じた。多くの状況証拠があったにもかかわらず、モレロ以下全員が証拠不十分で放免された。
ロウアー・イースト・サイドのクリスティ・ストリートに住んでいた。妻とは1898年に死に別れ（一説にマラリア）、1903年9月、異父妹ルーシアがシチリアから連れてきたニコリナ・サレミと再婚した。のち実母やテラノヴァ兄弟が住んでいたイーストハーレム107丁目に引っ越した。同年ルポがモレロの異父妹（テラノヴァ3兄弟の実姉）と結婚し、モレロとの結びつきを強化した。

### マフィアボス
コルレオーネ出身者を中心に、広くシチリア各地の出身者を取り込んで急速にネットワークを拡大し、1905年頃までに一大勢力を築いた。1903年3月、プリンス・ストリートの裏通りでマフィア会議が開かれ、カッショ・フェロやモレロ派10人は下らない人数が出席していた（USSSの目撃）。バレルマーダー事件の際、家宅捜索で押収した幾通もの手紙から全米各地のマフィアと連絡を取り合っていたことがわかった。偽造紙幣や不動産売買が軌道に乗ると、ハーレムやロウアーマンハッタンで地元商店への強請りを始めた。商店を襲って金品を奪い、店を守る名目で同じ店から用心棒代を巻き上げる手口で、要求に従わなければ店の破壊や放火、子供の誘拐を行い、時に店を破産させた。ニューヨーク市警の警官を賄賂漬けにし、摘発の動きがあると情報を得て、身を隠した。タマニー・ホールの有力政治家ティモシー・サリバンと人脈を築いて裁判を有利に運んだ。強請、高利貸し、イタリア式富くじ、強盗、紙幣偽造など犯罪の種類は多岐にわたり、得た収入を商店やレストラン、不動産ビジネスに回してマネーロンダリングした。
後年捕まったアントニオ・コミトの証言によれば、ボスは社長と呼ばれ、社長に任命された「コーポラルCorporal（幹部）」3-4人が大勢の一般構成員に指示を出すという組織体制で、社長はモレロだった。構成員は、1910年時点で100人程度と見られた。組織メンバーに沈黙の掟を課し、裏切り者は見せしめに残虐な方法で処刑した。一説にモレロが関わった殺人の数は60人とされる。USSSは、2度目の偽札事件があった1902年以降、個々のメンバーを常時監視対象にして、尾行や会話の盗聴を重ねたが、用心深いモレロと仲間の結束力のせいで捕まえられなかった。
1909年3月12日、USSSと連携してモレロ一家を追いかけていたニューヨーク市警のジョゼッペ・ペトロジーノが訪問先のシチリア島パレルモで暗殺されたが、モレロ首謀説がある。

### 摘発
1908年、巷の不景気のあおりでモレロの不動産会社やルポの雑貨ビジネスが資金難に陥り、再び紙幣偽造の準備を始めた。偽札の取引のため、ニューオリンズ、シカゴやボストンに足繁く通い、各地のシチリアマフィアと打ち合わせを行っていた。1909年、USSSはメンバーを尾行してニューヨーク郊外ハイランドでモレロ一家が立ち上げ中だった紙幣偽造工場を突きとめ、モレロメンバーを泳がせて物的証拠を積み重ねた。
1909年11月15日、モレロは自宅でウィリアム・J・フリン率いるUSSS捜査チームに踏み込まれ、逮捕された。USSSは、カラブリア系印刷屋で、紙幣偽造団に半ば強制的に参加させられていたアントニオ・コミトに偽造活動や組織の内幕を自白させた。1910年1月、ルポら仲間7人と共に紙幣偽造の罪で起訴され、2月19日、コミトの証言が決定打となって有罪となり、懲役25年を宣告された。モレロは判決を聞いた瞬間、ぐらついて力が抜けたように崩れ落ちた。控訴して減刑の根回しを図ったが却下され、同年4月20日、アトランタ連邦刑務所に収監された。収監中、減刑を画策して検察と書面の応酬を繰り返した。
収監後のモレロはしばらく監獄から一家のメンバーに指示を出していた。一家の首脳陣は、モレロの早期釈放のためあらゆる手段を講じた。リーダーを失ったモレロ一家は派閥争いに突入し、組織の求心力は低下した。1912年4月、モレロの息子カロゲロ・モレロが銃撃戦の末に殺された。

### コルレオーネ派ＶＳパレルモ派
1920年3月、減刑の請願が実り、出所した。一家のボスに復帰したが、テラノヴァ兄弟はカモッラとの戦争で縄張りを縮小し、ハーレム108丁目から116丁目に後退しており、組織の規模はモレロ投獄前に比べずっと小さくなっていた。モレロはシチリア系の他のグループと提携する道を模索し、一説に、ブルックリンのウィリアムズバーグにコロニーを築いていたグッドキラーズ（カステラマレ派、現ボナンノ一家）と提携した。モレロは彼らを利用してライバル数人を葬り、勢いを取り戻した。モレロの造反は、ルポの後継者として当時全米シンジケートのトップ（「ボスの中のボス」）にいたパレルモ派閥のサルヴァトーレ・ダキーラの怒りを買い、ダキーラの手下に命を狙われた。
モレロは潜伏し、一時シチリアに退避した。ダキーラは、配下のウンベルト・ヴァレンティを使ってモレロ一家の残党を追いまわした。1922年初め、シチリアでの味方集めに失敗してニューヨークに舞い戻ったモレロは、リトルイタリー周辺の密輸稼業で成り上がった新進勢力のジョー・マッセリアと結び付き、反ダキーラで同盟した。1922年5月、ヴィンセント・テラノヴァ、1923年にはその義兄弟のヴィンセント・サレミが犠牲になり、報復合戦と化した。1922年8月にヴァレンティを謀殺したマッセリアは、モレロ＝テラノヴァのハーレム組織を組み入れてボスになった。モレロは名目上リーダーの地位を保ったが、実質アドバイザー（相談役）となった。
1923年末に、ニューヨーク内外のマフィア諸派閥により二者間の和平が取り持たれ、ダキーラを勝利者と認めて抗争は終わったが、ダキーラは抗争を止めたものの、モレロやマッセリアを全米シンジケートに復帰させることを拒否したとされる。抗争後、マンハッタンに住処を構えていることに身の危険を感じたモレロは、ニュージャージーのフォート・リーに引っ越した（チロ・テラノヴァはイーストハーレム116丁目に変わらず住み、一家のビジネス上の本部も変わらずハーレムだった）。

### 利権ビジネス
出所後のモレロは派手な犯罪活動を控えるようになり（一説に引退）、1920年代は賭博のポリシーゲームや土建業強請を収入源とした。1920年代後半、建設業界に大々的な強請を行ったトミー・ガリアーノのユナイテッド・ラーシング・カンパニーの役員リストにモレロの名があった。また、酒密輸の隠れ蓑であるエンパイア・イースト・カンパニーの株を持ち、密輸収入から一定の分け前を受け取っていた。
1928年10月、サルヴァトーレ・ダキーラが路上で銃殺され、犯人は捕まらなかったが、裏社会ではマッセリアが首謀したと信じられた。モレロはダキーラの後釜ボスにアル・ミネオを任命した。

### 最期
1930年、ニューヨークのマフィアやイタリア系ギャングを次々に傘下に置いたマッセリアは、カステラマレ派と対立し、モレロはマッセリアの参謀としてカステラマレ派との調停会議で主役を演じた。マッセリアは、抵抗を煽っている扇動者がバッファローのカステラマレ派ボスのステファノ・マガディーノと疑い、話し合いに呼びだそうとしたが姿を現さなかったため、代わりにブルックリンのカステラマレ派有力者のサルヴァトーレ・マランツァーノを呼びだした。モレロはマランツァーノに、争い解決の話し合いに応じるようマガディーノを説得すること、マガディーノと戦争になった場合は手を出さないことなどを求めたという（会議に同席したジョゼフ・ボナンノの回想）。
その後マランツァーノが武闘派の支持を集めてボス不在のカステラマレ派リーダー（臨時特別司令官）になり、モレロは命を狙われた。マランツァーノは、マッセリアより、その背後のモレロを危険視していた（ボナンノの回想）。1930年8月15日、イーストハーレム116丁目の事務所で現金や領収書を整理しているところを、マランツァーノ派のガンマン2人に襲われ、5発の銃弾を浴びて殺された。
1930年7月15日、カステラマレ派の重鎮ヴィト・ボンヴェントレが殺害されており、その仕返しと見られた。1963年、沈黙の掟を破ってマフィア組織を暴露したジョゼフ・ヴァラキは、モレロ暗殺犯をシカゴから派遣された殺し屋バスター（"Buster"）とした。

## エピソード
- あだ名クラッチハンドは、生まれた時から右手が小指1本しかなく、かぎ爪にみえたことに由来する[24]。当局（USSS）からは、ワン・フィンガー・ジャックと呼ばれた[49]。
- モレロの組織は、ザ・107丁目ギャング、またブラックハンドと呼ばれ、後年、アメリカの組織犯罪の走りと言われた。
- 当時から長らくイニャツィオ・ルポがブラックハンドの首領であり、組織のボスであるとする見方があったが、実際はモレロ組織のパレルモ派幹部だったとの説が有力である[15][50]。
- 捜査官によれば、モレロは非常に頭がよく、「狐のように狡猾、闘牛のように獰猛」（ウィリアム・J・フリン[30]）だった。地元警官を賄賂漬けにしていたが、いつどの警官に幾ら渡したか、細かい金額や警官の名前まで正確に覚えていたという[22]。
- 1898年に妻が病死した後、ある女性と恋仲になり、クリスティ・ストリートのアパートで同棲していた。一女をもうけたが、1903年夏に再婚したのは、その同棲相手ではなく、妹が再婚相手にとシチリアから連れてきた女性だった[2]。
- 1909年、USSSがモレロの自宅を急襲した時、商店への脅迫レターを隠匿しようととっさに子供のおむつに隠したが、捜査官に見つけられ、のち書面内容が一般公開された。内容は典型的なブラックハンドの脅迫レターだった[11]。
- 収監中、減刑と引き換えに1909年3月のジョゼッペ・ペトロジーノ警部暗殺に関する情報を提供することを検察当局に働きかけていたと伝えられた[8][11]。
- モレロは1923年のパレルモ派閥との抗争終結をもって既にマフィア稼業から引退していたが、1928年のダキーラの死後、マッセリアに請われてアドバイザーになった（マフィアの世界に復帰した）とする説がある[注釈 24]。
- マッセリアにとってモレロは暗黒街のカリスマだった。カステランマレーゼ戦争当時マランツァーノ派の戦闘員だったジョゼフ・ボナンノの回想によれば、マッセリアとモレロは強いきずながあり、モレロは仲間のギャングから尊敬され、敵からも尊敬されていたという[24]。